# Сен-Жермен-ле-Рошё
Сен-Жерме́н-ле-Рошё (фр. Saint-Germain-le-Rocheux) — коммуна во Франции, находится в регионе Бургундия. Департамент коммуны — Кот-д’Ор. Входит в состав кантона Энье-ле-Дюк. Округ коммуны — Монбар.
Код INSEE коммуны — 21549.

## Население
Население коммуны на 2010 год составляло 89 человек.
| 1962 | 1968 | 1975 | 1982 | 1990 | 1999 | 2010 |
| ---- | ---- | ---- | ---- | ---- | ---- | ---- |
| 146  | 147  | 149  | 116  | 108  | 101  | 89   |

## Экономика
В 2010 году среди 53 человек трудоспособного возраста (15—64 лет) 41 были экономически активными, 12 — неактивными (показатель активности — 77,4 %, в 1999 году было 62,5 %). Из 41 активных жителей работали 36 человек (23 мужчины и 13 женщин), безработных было 5 (0 мужчин и 5 женщин). Среди 12 неактивных 2 человека были учениками или студентами, 7 — пенсионерами, 3 были неактивными по другим причинам.